# 한화토탈에너지스
한화토탈에너지스(Hanwha Totalenergies Petrochemical)는 대한민국의 석유화학 기업으로 한화그룹과 프랑스 토탈에너지스그룹이 50대 50으로 합작해서 설립하였다. 2015년 5월 2일 모기업인 삼성종합화학(현 한화임팩트)이 한화그룹에 인수되면서 한화그룹의 일원이 되었다.

## 연혁
- 1988년 5월 삼성종합화학(현 한화임팩트)이 창립
- 1989년 11월 대산석유화학단지 기공과 연구소 개소
- 1991년 9월 대산석유화학단지를 준공
- 1992년 11월 업계 최초 수출 1억불 탑을 수상
- 1993년 4월 업계 최초 ISO 9002 인증 획득
- 1993년 6월 복합PP공장 준공
- 1994년 10월 LLDPE공장, 촉매 제조 공장, 파일럿플랜트(Pilot Plant)[1] 준공
- 1995년 11월 수출 5억불탑 수상
- 1996년 7월 SM 제2공장을 준공
- 1996년 11월 ISO 14001 인증을 획득
- 1997년 11월 방향족[BTX/PX] 공장을 준공
- 1998년 12월 에너지 자발적 협약 시범 업체에 선정
- 2000년 3월 세계 최초 초고압 대구경 파이프용 PE112 신소재 개발 성공
- 2001년 10월 대덕연구소를 대산공장으로 이전
- 2001년 11월 에너지 절감 부분 금탑 산업 훈장 수상
- 2002년 11월 TPM 대상을 수상
- 2003년 5월 프랑스 토탈과 합작 계약을 체결
- 2003년 8월 1일 삼성아토피나 출범
- 2004년 10월 삼성토탈로 사명을 변경, 환경 친화 기업으로 지정
- 2004년 11월 TPM 설비 관리 대통령상을 수상
- 2005년 6월 방향족 공장을 20만 톤 규모로 증설
- 2005년 6월 안전 경영 대상 대상을 수상
- 2006년 3월 국세 천억 원 탑을 수상
- 2006년 4월 수소 정제 공장을 준공
- 2007년 10월 NCC/SM/PP 공장을 100만 톤 규모 증설
- 2008년 7월 OCU(Olefins Conversion Unit) 공장 준공
- 2009년 4월 중국 상해에 영업 법인을 설립
- 2009년 9월 중국 동관 복합PP공장 준공
- 2010년 5월 LPG 탱크를 4만톤 규모 준공
- 2011년 3월 NCC 및 CB&OCU New control 빌딩 준공
- 2011년 11월 연구소 본관동 준공
- 2012년 7월 PX/EVA 공장 증설 기공 (PX 100만톤, EVA 24만톤 규모)
- 2012년 7월 알뜰주유소용 휘발유 첫 출하
- 2014년 11월 PX/EVA 2공장 준공 (PX 100만톤, EVA 24만톤 규모)
- 2015년 5월 2일 한화토탈로 사명 변경
- 2022년 4월 1일 한화토탈에너지스로 사명 변경